# El Governador (The Walking Dead)
El Governador (Philip Blake, més tard Brian Blake) és un personatge de la sèrie de televisió AMC The Walking Dead homònima, on és interpretat per David Morrissey i un personatge de dibuixos animats de The Walking dead. Creat per Robert Kirkman i els artistes Charlie Adlard i Cliff Rathburn, el personatge va debutar als còmics a The Walking Dead #27 l'abril de 2006 i el seu debut televisiu a la temporada 3. En ambdues sèries, el governador és el líder despietat i carismàtic de la ciutat. de Woodbury, Geòrgia, que entra en conflicte amb el protagonista Rick Grimes i és responsable de la mort de diversos personatges principals. Els orígens del governador s'exploren a la novel·la The Walking Dead: Rise of the Governor, escrita per Kirkman i Jay Bonansinga.
El 2009, el governador es va classificar com el 86è millor dolent de còmics de tots els temps i va ocupar el lloc número 28 a la llista de TV Guide dels "60 malvats més desagradables de tots els temps". Per la seva actuació com a governador, Morrissey va ser nominat com a millor actor secundari als 39è Premis Saturn.

## Sèrie de còmics
Quan els morts van començar a ressuscitar, Brian i Philip van reunir un petit grup, que incloïa la neboda d'en Brian, Penny, i el grup estava constantment fugint quan es van trencar llocs no assegurats; la comunitat planificada anomenada Wiltshire Estates, on casualment es va allotjar el grup de Rick, era una d'aquestes. Finalment, el grup de Brian es va trobar a Woodbury, Geòrgia, una ciutat devastada dirigida per un grup de guàrdies nacionals sota el comandament del comandant Gene Gavin, que va utilitzar la por per afirmar la seva autoritat. Després de convertir-se en l'últim del seu grup, Brian va reunir la gent del poble contra Gavin i els Guàrdies i després es va declarar "Gobernador" dels quatre blocs que formaven l'assentament. Inicialment semblant ser un líder just i fort, es va tornar cada cop més despietat i famós de poder. Va mantenir la Penny zombificada lligada al seu apartament, alimentant les parts del seu cos tallades d'aquells que li desagradaven.
Després de la captura de Woodbury i l'assassinat de refugiats encallats d'Atlanta, el governador es troba amb Rick Grimes, quan la banda de supervivents de Grimes explora la ciutat. Després d'actuar inicialment de manera hospitalària, el governador s'encén al grup. Intentant trobar la ubicació del refugi de la presó de Rick per tal de recollir subministraments per a Woodbury, el governador procedeix a tallar la mà d'en Rick, torturar a Glenn i violar i torturar a Michonne. Per saber la ubicació de la presó, el governador permet que els supervivents escapin del local amb l'ajuda d'un dels seus guàrdies, Cèsar Martinez. No obstant això, Michonne es queda enrere i troba el seu camí cap a l'apartament del governador, on ella el tortura brutalment, tallant-li el braç dret, les ungles, el penis i l'ull esquerre. Quan Michonne es reuneix al grup i li pregunten si el governador encara és viu, Michonne no està segur. El governador sobreviu amb l'ajuda de Bob Stookey, un ciutadà amb experiència mèdica, i finalment és capaç de trobar la presó. El Governador utilitza l'assassinat de Martinez per part de Rick per aplegar els habitants de Woodbury contra els habitants de la presó. Les coses no van segons el previst, però, ja que el grup de Rick presenta una defensa tenaç que obliga a la humiliant retirada de Woodbury. Després d'un intent fallit d'entrar a la presó, utilitzant Tyreese com a ostatge i, posteriorment, decapitant-lo amb la katana de Michonne, el governador aixafa les tanques amb un tanc. Succeeix una massacre sagnant, que provoca un gran nombre de morts i, finalment, fa que la presó sigui menys segura i menys habitable.
Les tensions augmenten constantment dins del grup del governador, ja que les seves municions restants són limitades, i entren en joc un grapat de consciències morals dels residents de Woodbury, especialment pel que fa a l'assassinat de membres indefensos o joves del grup de la presó. Ambdós factors va fer que les restes de l'exèrcit del governador es tornessin contra ell, i que Lilly el matés, llencés el seu cadàver als zombis i fes un últim intent de fortificar la presó.

## Sèrie de televisió

### La vida abans i després de l'apocalipsi zombi
Philip va néixer a mitjans de la dècada de 1960 i va créixer al comtat de Meriwether al costat del seu germà. Malgrat la seva educació brutal, Philip es va convertir en un home de família on va tenir una dona estimada i una filla anomenada Penny, on els tres vivien junts com una família típica. Divuit mesos abans del brot, un dia mentre treballava, Philip va rebre una trucada de l'hospital que li informava que la seva dona havia mort tràgicament en un accident de cotxe. Aquest esdeveniment va deixar en Philip devastat emocionalment, sobretot després que anteriorment ella hagués deixat un missatge perquè la truqués, cosa que mai va fer, (una acció de la qual lamenta profundament). Després de la seva mort, Philip i Penny van començar a confiar l'un en l'altre. Durant l'apocalipsi zombi, Philip i la seva filla es troben amb un grup que inclou Milton Mamet, Caesar Martinez i Shumpert i junts troben Woodbury, on construeix una comunitat de 73 que es diu Governador. En algun moment la seva filla Penny mor i es converteix en zombis i Philip l'amaga zombificat. El governador, afligit, comença a matar i saquejar els altres grups de supervivents per mantenir la seva gent a salvo. En un moment donat, el governador es troba amb Merle Dixon convertint-se en la seva mà dreta.

### Tercera temporada
El Governador és el principal antagonista de la tercera temporada. En la seva primera aparició, se'l veu al capdavant d'un reconeixement en un bosc, envoltat dels seus homes. Després de trobar en Michonne i Andrea que els estaven espiant des de darrere d'un arbust, els porta amb ell a Woodbury. Fascinada per l'home, Andrea decideix quedar-se a la comunitat i estableix una relació amb ell, mentre que Michonne, que dubta de la bona fe del governador (que de fet resulta ser un assassí despietat) decideix abandonar la ciutat. Després de descobrir que el grup d'en Rick ha aconseguit ocupar la presó, s'obsessiona amb poder-se-la treure, veient-ho com un punt estratègic per a una futura expansió de Woodbury. Segresta Glenn i Maggie i durant la seva captivitat també intentarà violar aquesta última. Infiltrant-se a Woodbury, Michonne intenta salvar els dos nois, i descobreix la cambra secreta on el Governador guarda la seva filla transformada, i la mata, malgrat les súpliques de l'home, que, enfurismat, l'ataca, i ella, per defensar-se, ella li colpeja a l'ull amb un tros de vidre, obligant-lo a portar un pegat per a l'ull durant la resta de la seva vida. Enfadat amb Merle, que li havia dit en una conversa anterior que havia matat l'espasaxina, l'obliga a lluitar en combat clandestin contra el seu germà Daryl, recentment capturat, sota els ulls d'una Andrea atorada i la resta de la comunitat que incita ells per lluitar. La lluita s'atura per l'atac del grup d'en Rick que aconsegueix salvar els seus amics i portar-los de tornada. El governador, arribat a les portes de la presó, ofereix a Rick que li entregui Michonne i, a canvi, el deixarà a ell i al seu grup en pau. Després d'haver concebut la veritable naturalesa del governador, Andrea intenta escapar de Woodbury, però el governador l'atura prop de la presó i la porta de tornada a Woodbury. Contràriament a l'opinió dels altres, Merle segresta a Michonne per portar-la al governador, però a l'últim moment decideix deixar-la anar i sola tendeix una emboscada al governador i als seus homes, però és aturada i horriblement assassinada pel mateix governador, que el deixa transformar perquè els seus amics ho vegin. El seu germà Daryl el trobarà que, encara que devastat, li donarà el cop de gràcia. Després d'això també matarà en Milton, culpable d'haver-lo traït, i un cop transformat, el tancarà en una habitació amb l'Andrea, perquè la matin. Ara completament psicòtic, conduirà el seu exèrcit a la presó, on els seus homes seran delmats per un contra-moviment de Rick, que s'havia preparat per a un possible atac. Disgustat per l'elecció dels pocs homes que queden per tornar a Woodbury i abandonar la presó, els matarà a tots, deixant amb vida només Martínez i Shumpert, amb els quals presenciarà la desurbanització de Woodbury i el pas dels seus conciutadans a la presó, afavorit per Rick amb l'ajuda de Tyreese.

### Quarta temporada
Després de la caiguda de Woodbury, el governador també serà abandonat per Martínez i Shumpert. Quedat sol als carrers desolats i infestats de zombis, trobarà un refresc a casa de les germanes Lilly i Tara, que cuiden el seu pare David, malalt terminal, i la petita Meghan, filla de Lilly, a qui li dirigirà, digues que es diu "Brian Heriot". Després de la mort de David marxarà amb les dones i el nen a la recerca d'un lloc segur i establirà una relació amb Lilly, adoptant Meghan com a filla, veient en ella, que li recorda a la seva filla, un motiu per continuar. Més tard coneixerà el seu antic súbdit Martínez, que el convidarà a unir-se al seu nou grup juntament amb la seva nova família. Temerós de la possibilitat de perdre la seva nova família a causa de la incapacitat de Martínez, el governador el matarà juntament amb el seu segon al comandament, Pete, deixant amb vida només l'antic Marine Mitch, que li havia demostrat en el passat que estava disposat a fer qualsevol cosa. per sobreviure, i prendrà el comandament del campament. Durant un reconeixement, es trobarà amb Michonne i Hershel per pura casualitat mentre busquen subministraments per portar a la presó, i els capturarà amb la intenció de demanar la presó com a rescat a canvi de les seves vides. Conduint el seu grup, armat fins a les dents, davant de la presó, demanarà a Rick que faci l'intercanvi, però quan aquest es negui, matarà a Hershel amb la katana de Michonne, provocant un tiroteig entre el seu grup i els homes de la presó. Després de veure Meghan morta, assassinada per un zombi i portada allà per Lilly, perdrà tota la raó de ser i ordenarà a Mitch que trenqui les tanques amb el tanc, permetent així que els zombis entrin massivament a la presó. Aleshores serà sorprès per Rick, que s'enfrontarà a ell en un dur combat cos a cos, al final del qual el governador podrà superar-lo, però després serà derrocat per Michonne que el colpejarà el cor amb la katana. Finalment serà assassinat per Lilly, que el colpejarà al cap per evitar que es transformi.

### Cinquena temporada
El Governador apareixerà a la cinquena temporada a Tyreese en una al·lucinació a causa de la mossegada d'un zombi. En aquella ocasió renyarà a l'home per haver perdonat la Carol per haver matat la Karen.

## Càsting i desenvolupament
A la televisió, el personatge és interpretat per l'actor britànic David Morrissey. Glen Mazzara, quan se li va preguntar sobre la direcció del personatge per a la temporada 3 del programa, va descriure el Governador com un narcisista que es veu a si mateix com el futur salvador de la civilització i està disposat a recórrer a les mesures més extremes per aconseguir el seu objectiu final.
Tot i fer poques aparicions, la filla del governador, Penny, té un paper clau en la seva mentalitat i accions. Ell cuida en secret de la Penny no morta al seu apartament, tal com es revela a l'episodi "Say the Word", raspalant-li els cabells i cantant-li, i li diu a Michonne que no necessita patir, donant a entendre que creu que Penny encara està viva i està "sota la presa d'una terrible i terrible malaltia".
Noel Murray, de Rolling Stone, va classificar Philip 'the Governor' Blake en l'11è lloc d'una llista dels 30 millors personatges de Walking Dead, dient: "Al principi un malalt una mica unidimensional, les virtuts del qual com a líder es van contrarestar per la seva preocupació trastornada pels no-morts, el Blake va durar prou temps com per ser derrotat i per tornar. L'episodi "Live Bait", on descansa i es reagrupa, és un punt àlgid de la sèrie: humanitza un espurnament de vegades inhumà per cortesia de l'habilitat de David Morrissey. per obtenir simpatia i fer-te sentir malament a l'estómac alhora."